# Alejandro Alonso Núñez
Alejandro Alonso Núñez ([aleˈxãn̪dɾo aˈlõnso ˈnuɲɛθ]), né le 20 août 1951 à Valdepeñas (province de Ciudad Real), est un homme politique espagnol membre du Parti socialiste ouvrier espagnol (PSOE).

## Biographie
Alejandro Alonso Núñez naît le 20 août 1951 à Valdepeñas, dans la province de Ciudad Real. Marié et père de deux enfants, il appartient au corps national des vétérinaires du ministère de l'Agriculture depuis 1976, après avoir obtenu une licence en médecine vétérinaire à l'université complutense de Madrid en 1974,.
Il est directeur général de la Réglementation agraire de la Junte des communautés de Castille-La Manche entre 1984 et 1987, avant d'enchaîner les responsabilités au sein du conseil de gouvernement, sous la présidence du socialiste José Bono. Il est ainsi conseiller à la Présidence entre 1987 et 1993, puis conseiller à l'Industrie et au Travail jusqu'en 1996. Il prend alors le poste de conseiller à l'Agriculture et à l'Environnement, qu'il conserve pendant sept ans.
Député de la circonscription de Tolède sous la IIIe législature des Cortes de Castille-La Manche, de 1991 à 1995, il se présente en 2003 comme tête de liste du PSOE aux élections municipales du 28 mai à Tolède. Avec 43,1 % des voix, il remporte 11 élus sur 25 au conseil municipal, contre 13 au Parti populaire (PP) du maire sortant José Manuel Molina. Entre 2000 et 2010, il préside la commission exécutive provinciale du Parti socialiste.
À l'occasion des élections générales du 14 mars 2004, il entre au Congrès des députés comme représentant de la circonscription de Tolède. Il est reconduit lors des élections de 2008, puis celles de 2011.
Il retourne le 20 janvier 2016 dans l'administration régionale de Castille-La Manche, étant nommé directeur général de la Coordination et de la Planification. Il la quitte environ deux ans et demi plus tard, le 27 juillet 2018, lorsque le conseil d'administration de la Société nationale des infrastructures agricoles (SEIASA) le porte à la présidence de l'entreprise.